# Edsbergskyrkan
Edsbergskyrkan är en röd träkyrka som ligger i Edsberg och hör till Sollentuna församling i Stockholms stift.

## Kyrkobyggnaden
Kyrkobyggnaden uppfördes 1972 efter ritningar av arkitekt Lars Olof Torstensson. 2003 byggdes administrationslokaler till. På platsen fanns tidigare (sedan omkring 1960) en grå träbarack för gudstjänster, som kallades för Edsbergsgården.
Själva kyrkolokalen har genomgått en översyn för att bättre återspegla arkitektens intention med altaret placerat i nordöstra hörnet i stället för som dittills mitt på norra väggen.
Nuvarande altartavla invigdes första advent 2004 och är formgiven av Lars Olof Torstensson tillsammans med sin son Jonas. Altartavlan består av ett målat kors av stål som är omgivet av glas i olika färger. Nattvardskärl och processionskors är tillverkat av silversmeden Bengt Liljedahl.

## Orgel
- Den nuvarande orgeln är byggd 1972 av Frederiksborgs Orgelbyggeri, Hilleröd, Danmark och är mekanisk. Det är kyrkans första orgeln. 1988 utbyttes Rauschpipa IV mot Blockflöjt 2' i pedal av byggarna.

| Huvudverk I     | Svällverk II      | Pedal         | Koppel |
| Principal 8´    | Rörflöjt 8´       | Subbas 16´    | I/P    |
| Gedackt 8´      | Fugara 8´         | Rörgedackt 8´ | II/P   |
| Oktava 4´       | Principal 4´      | Koralbas 4´   | II/I   |
| Spetsflöjt 4'   | Traversflöjt 4'   | Blockflöjt 2' |        |
| Oktava 2'       | Waldflöjt 2'      | Fagott 16'    |        |
| Sesquialtera II | Larigot 1 1/3'    |               |        |
| Mixtur V        | Scharff III       |               |        |
| Trumpet 8'      | Rankett 16'       |               |        |
|                 | Hautbois 8'       |               |        |
|                 | Tremulant         |               |        |
|                 | Crescendosvällare |               |        |